# Chicken Inn FC
Der Chicken Inn Football Club ist ein simbabwischer Fußballverein aus Bulawayo, der in der Zimbabwe Premier Soccer League spielt. Der Verein hat seinen Namen von einer örtlichen Fastfoodkette und die Teams des Vereins tragen den Spitznamen Gamecocks.

## Geschichte
Der Verein wurde 1997 gegründet und stieg 2011 das erste Mal in die höchste Spielklasse auf. In der Saison 2015 erzielten sie ihren bis dahin größten Erfolg, indem sie zum ersten Mal den Meistertitel gewinnen konnten. Auf internationaler Ebene nahm das Team erstmals an der CAF Champions League 2016 teil, wo es in der Vorrunde gegen Mamelodi Sundowns FC aus Südafrika ausschied.

## Erfolge
- Simbabwische Meisterschaft: 2015

## Statistik in den CAF-Wettbewerben
| Wettbewerb                | Runde    | Gegner            | Hinspiel | Rückspiel |  |
| ------------------------- | -------- | ----------------- | -------- | --------- |  |
|                           |          |                   |          |           |  |
| CAF Champions League 2016 | Vorrunde | Mamelodi Sundowns | 1:0 (H)  | 0:2 (A)   |  |